# Kalyan-Dombivali
Kalyan-Dombivali − miasto w zachodnich Indiach, w stanie Maharasztra, w dystrykcie Thane. Powstało w 1982 roku w wyniku połączenia dwóch bliźniaczych miasteczek Kalyan i Dombivali. Należy do obszaru metropolitalnego miasta Mumbaj (Bombaj) i liczy ponad 1,2 miliona mieszkańców.